# Ivinhema FC
Ivinhema FC is een Braziliaanse voetbalclub uit Ivinhema in de staat Mato Grosso do Sul.

## Geschiedenis
De club werd opgericht in 2006. In 2008 speelden ze voor het eerst in de hoogste klasse van de staatscompetitie en werden meteen kampioen nadat ze de finale wonnen van Misto EC. Het jaar erop stonden ze opnieuw in de finale, maar verloren deze nu van Naviraiense. De club nam in 2009 en 2010 deel aan de Copa do Brasil en werd daar telkens in de eerste ronde uitgeschakeld door respectievelijk Flamengo en Náutico. Na een jaar onderbreking plaatste de club zich in 2011 opnieuw voor de tweede ronde van de staatscompetitie en verloor nu van Comercial. In 2012 en 2013 plaatsten ze zich als groepswinnaar, maar verloren dan in de kwartfinale telkens van Misto. In 2014 werden ze slechts vierde in hun groep, maar stootten daarna toch door naar de halve finale, waar ze van Águia Negra verloren. In 2015 geraakte de club nog eens in de finale en verloor daar van Comercial. In 2016 verloren ze in de kwartfinale de heenwedstrijd met 3-1 van Operário. De terugwedstrijd wonnen ze met dezelfde cijfers, maar de regel was dat dan de club die het best presteerde in de competitie doorging en dat was Operário. 

## Erelijst
Campeonato Sul-Mato-Grossense
2008